# Guarino da Verona

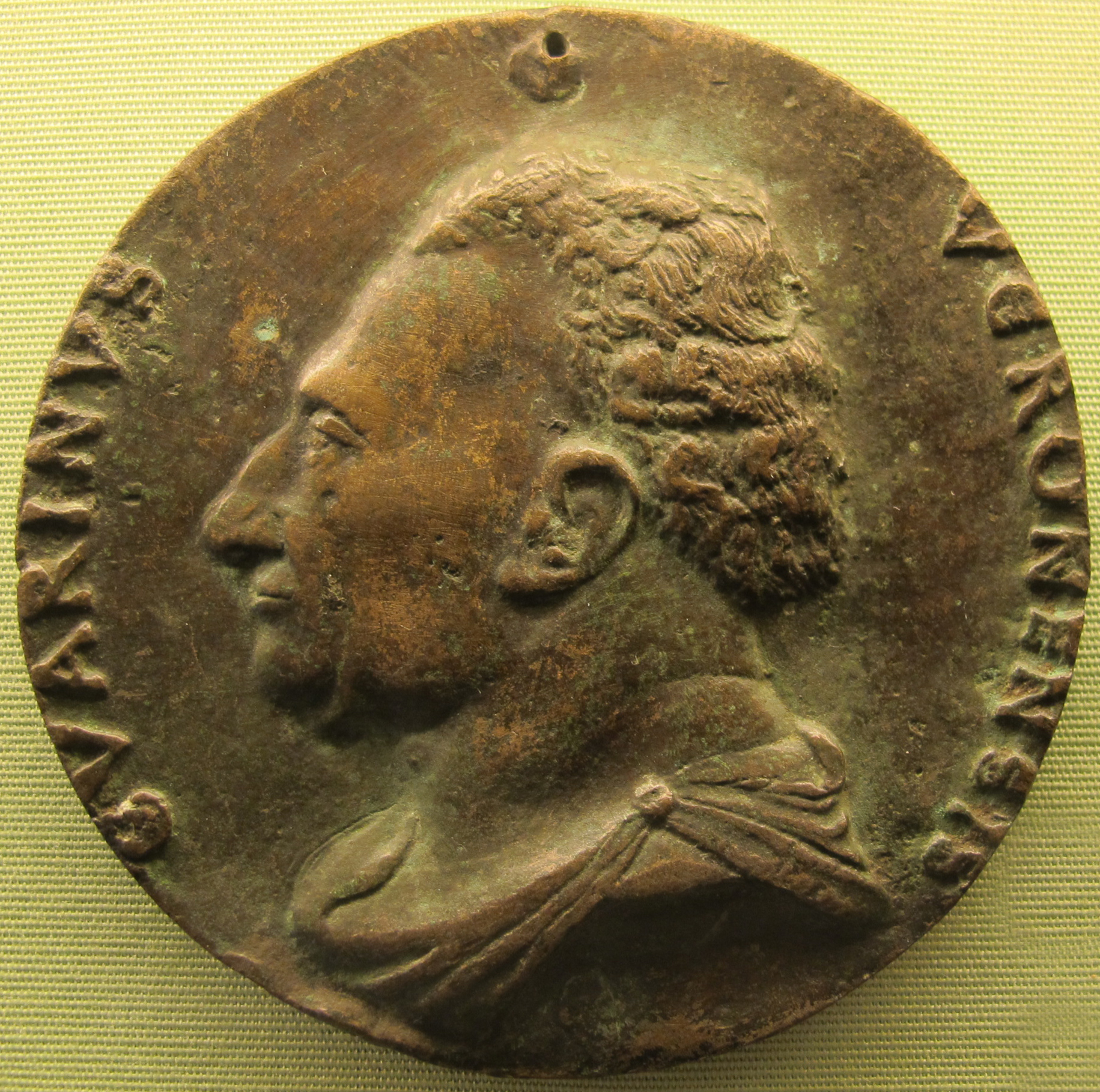
Guarino da Verona. Medaillon van Matteo de’ Pasti

Guarino da Verona, ook wel Guarino Veronese of Guarinus van Verona (Verona, december 1370 – Ferrara, 14 december 1460) was een Italiaanse dichter en humanist. 
Vanaf 1388 bestudeerde Guarino de Griekse taal en Griekse auteurs in Constantinopel, waar hij de leerling was van Manuel Chrysoloras. In 1393 keerde hij weer terug naar Italië, met meeneming van waardevolle Griekse handschriften. In Italië doceerde Guarino vervolgens Grieks, eerst in Verona, vervolgens in Venetië en Florence. Vanaf 1436 verbleef hij in Ferrara, waar hij retorica en klassieke talen doceerde. Na zijn dood volgde zijn zoon Baptista Guarini (1458-1505) hem als docent op.
Zijn voornaamste werk bestaat uit vertalingen uit het Grieks van Strabo, van enkele van de Levens van Plutarchus, van enkele werken van Lucianus en Isocrates, en van een compendium over de Griekse grammatica van Chrysoloras. Verder schreef hij commentaren op werken van Persius, Martialis, Juvenalis, Aristoteles en Cicero. Daarnaast heeft Guarino een aantal redevoeringen en zo'n 600 brieven achtergelaten. In Venetië ontdekte hij een manuscript met zo'n 124 brieven van Plinius minor. Belangrijk was ook Guarino's school, die in zijn tijd in Italië en zelfs daarbuiten grote bekendheid genoot. Vele humanisten uit de 15e eeuw zijn leerling van Guarino geweest. De grote humanistische geleerde Desiderius Erasmus schreef enige tijd na Guarino's dood met bewondering over de 'welsprekendheid' van Guarino.